# 菲爾茲角站
菲尔兹角站（Fields Corner station），是波士顿地铁红线阿什蒙特支线的一个地铁车站，位于马萨诸塞州大波士顿地区多切斯特的菲尔兹角区。它是波士顿公车接驳服务的主要换乘点。该车站于1927年启用，并于2004年至2008年进行了重建，使其实现完全无障碍化。

## 历史

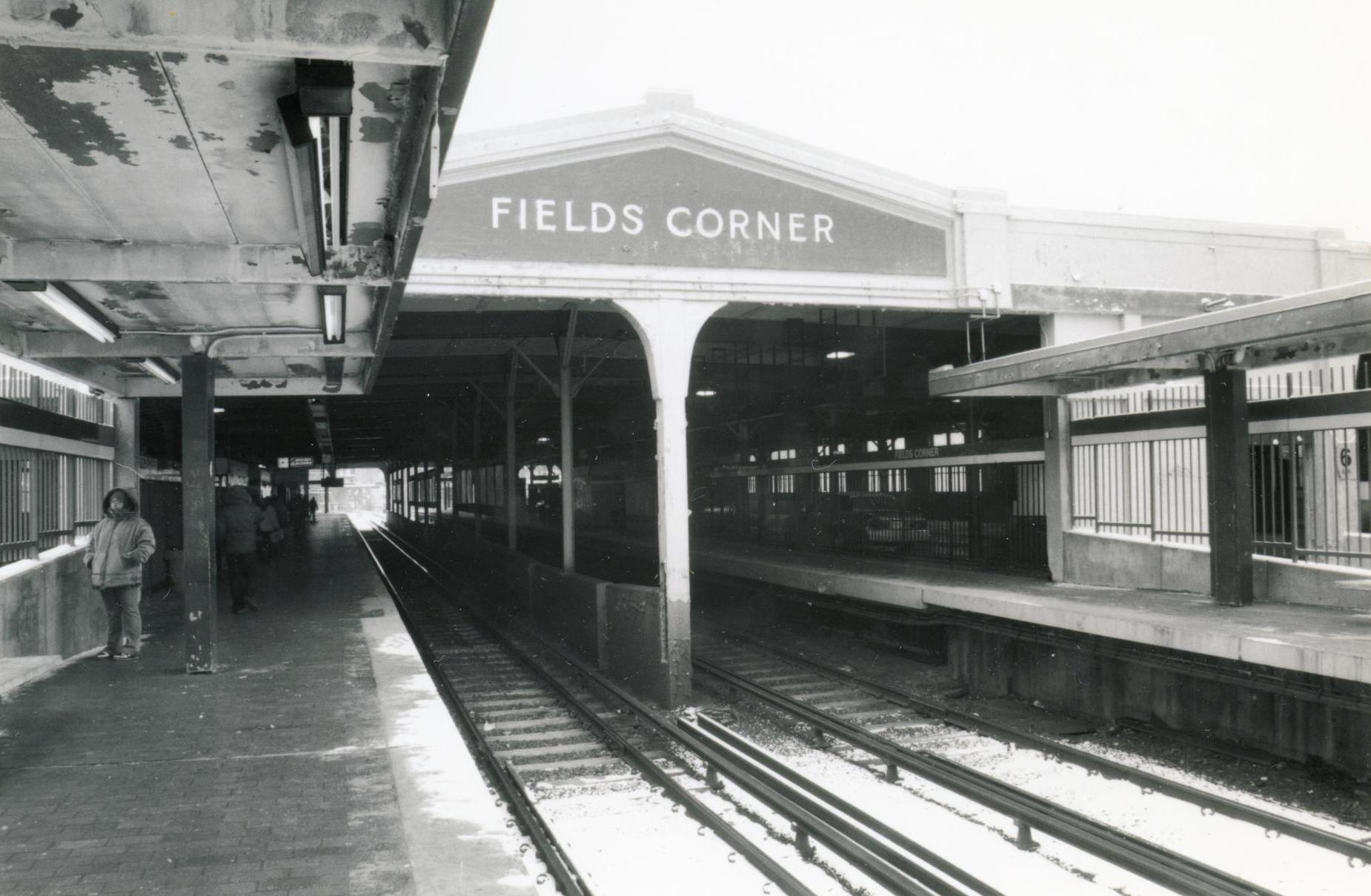
1927年建成的车站，2004年

菲尔兹角和萨文山车站于1927年11月5日启用。在1928年肖马特和阿什蒙特站开通之前，该站一直是最南端的终点站。高架车站旨在实现快速交通列车与地面有轨电车和公共汽车之间的高效换乘。该站有两个岛式月台，中间是快速交通轨道，外侧有轨电车轨道（北侧有两条轨道）。车站南侧地面层设有一条公交专用道（后关闭）。
1970年1月，查尔斯街的人行隧道由于犯罪行为被关闭，并引发争议。 20世纪80年代中期，站台扩建以适应1988年推行的六节车厢。
马萨诸塞湾交通局于2001年5月3日颁布了一份价值430万美元的设计合同，旨在翻修阿什蒙特、肖马特和菲尔兹角车站。 :24肖马特站和菲尔兹角站于2003年1月10日完成了设计；阿什蒙特因设计变更而被推迟。 :25MBTA 于 2003 年 10 月为红线修复项目破土动工，该项目耗资 6,700 万美元重建 Shawmut、Fields Corner 和 Savin Hill 车站
翻修于2004年3月正式开始。翻修工程改变了车站的布局，在铁轨下方增设了一个新的售票大厅。原计划将公共艺术品放置在站厅内，作为“Arts on the Line”计划的一部分。但计划因预算削减而被取消，仅安装了历史解说牌。 新的站厅于2006年12月22日启用，成为马萨诸塞湾交通局最后一个兼容查理卡的自动售检票系统的收费站。车站改造于2008年9月23日竣工。

## 巴士接驳

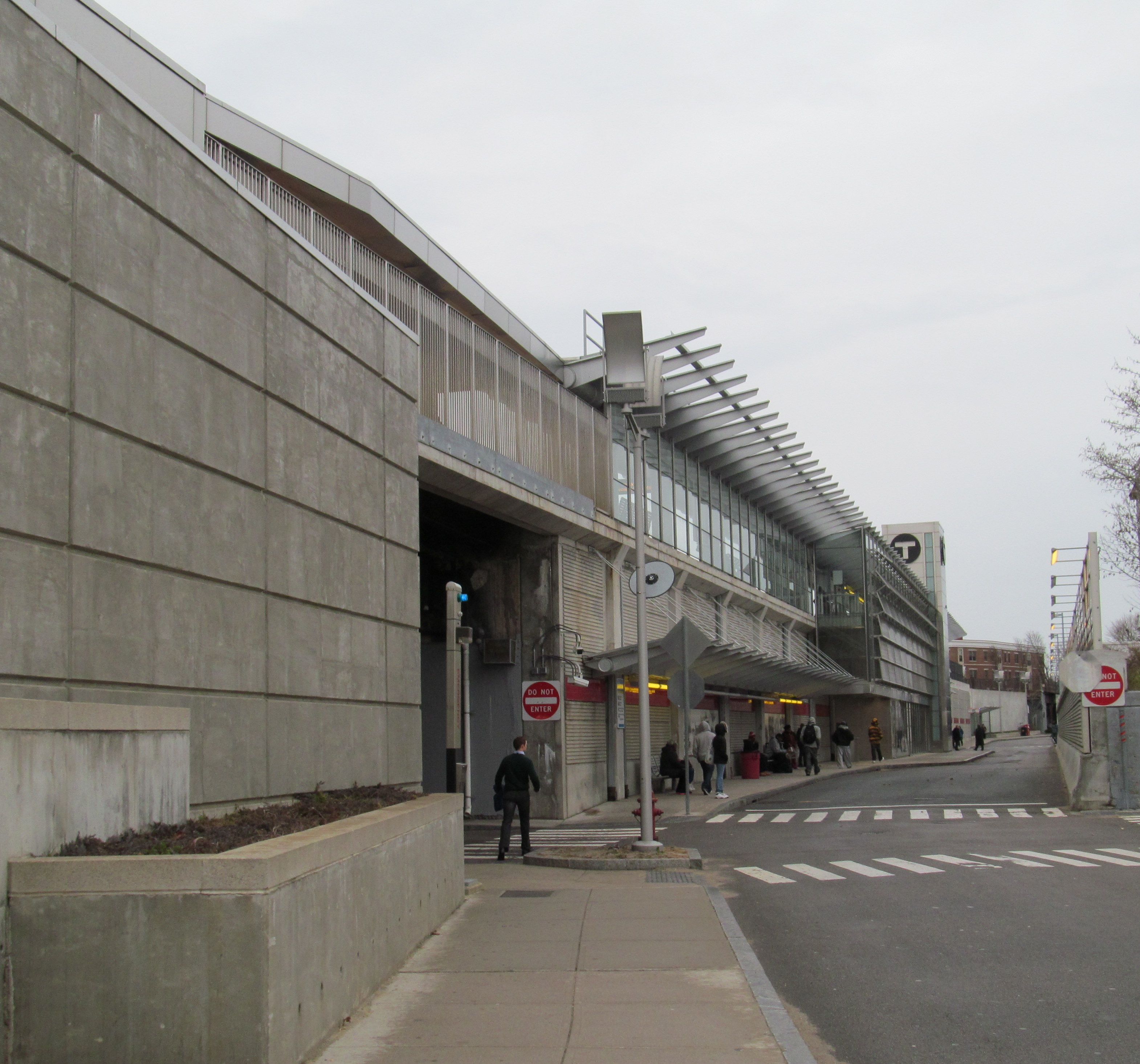
位于菲尔兹角站南侧的公交专用道

菲尔兹角站是马萨诸塞湾交通局的主要巴士换乘点，有7条当地路线和 191 号有限服务路线提供公车服务：
- 15: 菲尔兹角站/凯恩广场–拉格尔斯站
- 17: 菲尔兹角站–安德鲁站
- 18: 阿什蒙特站–安德鲁站
- 19: 菲尔兹角站–肯莫尔/拉尔格斯站
- 191 马塔潘站–干草市场
- 201: 菲尔兹角环途径尼庞西特大道
- 202: 菲尔兹角环途径亚当街
- 210: 昆西中心站–菲尔兹角站